# Acta Chemica Scandinavica
Acta Chemica Scandinavica (abrégé en Acta Chem. Scand.) était une revue scientifique à comité de lecture publiée de 1947 à 1999. Elle fusionne en 2000 avec les journaux Perkin Transactions et Dalton Transactions publiés par la Royal Society of Chemistry.
Toutes les archives du journal sont en libre accès.